# Jacques Loeb
Jacques Loeb (7. dubna 1859 Mayen u Koblenze – 11. února 1924 Hamilton, Bermudské ostrovy) byl německo-americký biolog, který je považován za jednoho ze zakladatelů fyziologie, experimentálního oboru biologického výzkumu, který se rozvíjel přibližně od roku 1880. Byl představitelem extrémně mechanistického neboli fyzikálně-chemického pohledu na jevy života.

## Biografie
Jacques (rozený Itzak) Loeb, prvorozený syn židovské rodiny z německé oblasti Eifel, získal vzdělání na univerzitách v Berlíně, Mnichově a Štrasburku (doktorát 1884). Absolvoval postgraduální studia na univerzitách ve Štrasburku a Berlíně a v roce 1886 se stal asistentem na fyziologickém ústavu univerzity ve Würzburgu, kde zůstal až do roku 1888. V podobné funkci pak přešel na štrasburskou univerzitu. Během prázdnin se věnoval biologickému výzkumu, v roce 1888 v Kielu a v letech 1889 a 1890 v Neapoli.
Do Spojených států se Jacques Loeb poprvé dostal v roce 1891, kdy přijal místo na Bryn Mawr College, kde mu však neposkytli dostatečné zázemí pro jeho práci, což později ovlivnilo jeho rezignaci. V roce 1892 byl povolán na Chicagskou univerzitu jako asistent fyziologie a experimentální biologie, přičemž se později stal docentem v roce 1895 a profesorem fyziologie v roce 1899. John B. Watson ("otec behaviorismu") navštěvoval Loebovy hodiny neurologie na Chicagské univerzitě. V roce 1899 byl zvolen členem Americké filozofické společnosti. V roce 1902 byl povolán na podobnou katedru na Kalifornské univerzitě. Spisovatel John Fleming Wilson (1877-1922) nazýval Carmel Point "Point Loeb" podle profesora Loeba, jednoho z mnoha profesorů, kteří měli letní sídla na Professors' Row na okraji Carmel-by-the-Sea v Kalifornii.
V roce 1910 se Loeb přestěhoval do Rockefellerova institutu pro lékařský výzkum v New Yorku, kde vedl pro něj vytvořené oddělení. Na Rockefellerově univerzitě zůstal až do své smrti. Během své kariéry strávil Loeb několik letních měsíců v Mořské biologické laboratoři ve Woods Hole ve státě Massachusetts, kde prováděl pokusy na různých mořských bezobratlých. Během svého působení zde Jacques Loeb provedl svůj nejslavnější experiment, a to pokus o umělou partenogenezi. Tímto pokusem se Loebovi podařilo přimět vajíčka ježovek, aby zahájila embryonální vývoj bez spermií. Mírná chemická úprava vody, v níž byla vajíčka uchovávána, posloužila jako podnět k zahájení vývoje. Později v roce 1918 Loeb založil časopis "Journal of General Physiology" a stal se jeho prvním redaktorem.
Jacques Loeb se stal jedním z nejznámějších amerických vědců, o němž se hojně psalo v novinách a časopisech a který ovlivnil další významné osobnosti vědeckého světa, jako byl například B. F. Skinner. Byl předlohou pro postavu Maxe Gottlieba v Pulitzerem oceněném románu Sinclaira Lewise Arrowsmith, prvním velkém beletristickém díle, které idealizovalo a zbožňovalo čistou vědu. Mark Twain také napsal esej s názvem "Neuvěřitelný objev doktora Loeba", v níž čtenáře nabádal, aby nepodporovali rigidní obecný konsenzus, ale naopak byli otevření novým vědeckým pokrokům.
Loeb byl mnohokrát nominován na Nobelovu cenu, ale nikdy ji nezískal.
Dr. Loeb byl ateista. Zemřel na ischemickou chorobu srdeční během dovolené na Bermudách v roce 1924.

## Rodina
Jeho mladší bratr Leo rovněž emigroval do Spojených států, kde se stal uznávaným patologem.